# 25 octobre 2014
Le samedi 25 octobre 2014 est le 298e jour de l'année 2014.

## Décès
- Carlos Morales Troncoso (né le 29 septembre 1940), homme politique dominicain
- David Armstrong (né le 24 mai 1954), photographe américain
- Jack Bruce (né le 14 mai 1943), musicien britannique
- Jean-Michel Coulon (né le 10 octobre 1920), peintre français
- Marcia Strassman (née le 28 avril 1948), actrice américaine
- Reyhaneh Jabbari (née en 1988), femme iranienne condamnée à mort pour meurtre

## Événements
- Début de la manifestation des 25 et 26 octobre 2014 contre le barrage de Sivens
- Sortie du film National Gallery
- Sortie de l'épisode In the Forest of the Night de Docteur Who